# Lejkowo (gmina)
Lejkowo – dawna gmina wiejska istniejąca w latach 1945–1954 i 1973–76 w woj. gdańskim, szczecińskim i koszalińskim (dzisiejsze woj. zachodniopomorskie). Siedzibą władz gminy było Lejkowo.
Gmina Lejkowo powstała po II wojnie światowej (1945) na terenie tzw. Ziem Odzyskanych (tzw. III okręg administracyjny – Pomorze Zachodnie). 25 września 1945 gmina – jako jednostka administracyjna powiatu sławieńskiego – została powierzona administracji wojewody gdańskiego, po czym z dniem 28 czerwca 1946 została przyłączona do woj. szczecińskiego. 6 lipca 1950 gmina wraz z całym powiatem sławieńskim weszła w skład nowo utworzonego woj. koszalińskiego.
Według stanu z 1 lipca 1952 gmina składała się z 18 gromad: Baniewo, Bartolino, Białęcino, Borkowo, Buszyno, Darskowo, Drzeńsko, Krąg, Krytno, Lejkowo, Ostrowiec, Podgórki, Powidz, Sierakowo Sławieńskie, Sowinko, Sulechowo, Święcianowo i Zielenica. Gmina została zniesiona 29 września 1954 wraz z reformą wprowadzającą gromady w miejsce gmin.
Jednostkę reaktywowano 1 stycznia 1973 w tymże powiecie i województwie. 1 czerwca 1975 gmina weszła w skład nowo utworzonego (mniejszego) woj. koszalińskiego.
15 stycznia 1976 gmina została zniesiona a jej obszar włączony do gmin:
- Malechowo (obszary sołectw: Białęcino, Borkowo, Darskowo, Drzeńsko, Kosierzewo, Lejkowo, Ostrowiec, Podgórki, Sulechowo, Święcianowo i Zielenica oraz wieś Laski),
- Polanów (obszary sołectw Buszyno i Krąg oraz wsie Bożenice i Komorowo),
- Sianów (obszary sołectw: Ratajki i Sierakowo Sławieńskie).